# Cryptonatica aleutica
Cryptonatica aleutica är en snäckart som först beskrevs av Dall 1919.  Cryptonatica aleutica ingår i släktet Cryptonatica och familjen borrsnäckor. Inga underarter finns listade i Catalogue of Life.